# Lunar Gateway
Lunar Gateway  (formellt Lunar Orbital Platform-Gateway, LOP-G) är en planerad rymdstation som kommer ligga i omloppsbana runt Månen. Denna rymdstation ska utvecklas av europeiska ESA, amerikanska NASA, japanska JAXA och kanadensiska CSA.
Stationen projekterades först under namnet Deep Space Gateway, men inför NASA:s budgetförslag 2019 döptes projektet om till Lunar Orbital Platform-Gateway (LOP-G).

## Delar och moduler
Vid ett första planerat besök under Artemis 3-uppdraget kommer endast två moduler av den planerade stationen att vara på plats: Power and Propulsion Element (PPE, sv.: Kraft- och framdrivningsmodul) och Habitation and Logistics Outpost (HALO, sv.: Habitats- och logistikutpost). PPE och HALO är tänkta att skjutas upp tillsammans på samma Falcon Heavy-raket i november 2024 och förväntas nå önskad omloppsbana kring månen nio till tio månader senare. I-Hab-modulen, som utvecklas av ESA och JAXA, är tänkt att skjutas upp med en SLS Block 1B tillsammans med besättning i en Orionkapsel under Artemis 4.
|  |  |  |  | Solpanel              | Solpanel              | Solpanel              | Solpanel              | Solpanel              | Solpanel              |  |  | PPE framdrivning                 | PPE framdrivning                 | PPE framdrivning                 | PPE framdrivning                 | PPE framdrivning                 | PPE framdrivning                 |  |  | Solpanel                                         | Solpanel                                         | Solpanel                                         | Solpanel                                         | Solpanel                                         | Solpanel                                         |  |  |                     |                     |                     |                     |                     |                     |  |  |  |  |  |  |  |  |
|  |  |  |  | Solpanel              | Solpanel              | Solpanel              | Solpanel              | Solpanel              | Solpanel              |  |  | PPE framdrivning                 | PPE framdrivning                 | PPE framdrivning                 | PPE framdrivning                 | PPE framdrivning                 | PPE framdrivning                 |  |  | Solpanel                                         | Solpanel                                         | Solpanel                                         | Solpanel                                         | Solpanel                                         | Solpanel                                         |  |  |                     |                     |                     |                     |                     |                     |  |  |  |  |  |  |  |  |
|  |  |  |  |                       |                       |                       |                       |                       |                       |  |  |                                  |                                  |                                  |                                  |                                  |                                  |  |  |                                                  |                                                  |                                                  |                                                  |                                                  |                                                  |  |  |                     |                     |                     |                     |                     |                     |  |  |  |  |  |  |  |  |
|  |  |  |  |                       |                       |                       |                       |                       |                       |  |  |                                  |                                  |                                  |                                  | ESPRIT-HLCS telekommunikation    |                                  |  |  |                                                  |                                                  |                                                  |                                                  |                                                  |                                                  |  |  |                     |                     |                     |                     |                     |                     |  |  |  |  |  |  |  |  |
|  |  |  |  |                       |                       |                       |                       |                       |                       |  |  |                                  |                                  |                                  |                                  |                                  |                                  |  |  |                                                  |                                                  |                                                  |                                                  |                                                  |                                                  |  |  |                     |                     |                     |                     |                     |                     |  |  |  |  |  |  |  |  |
|  |  |  |  | Dockningsport för HLS | Dockningsport för HLS | Dockningsport för HLS | Dockningsport för HLS | Dockningsport för HLS | Dockningsport för HLS |  |  | HALO logistik och boning         | HALO logistik och boning         | HALO logistik och boning         | HALO logistik och boning         | HALO logistik och boning         | HALO logistik och boning         |  |  | ESPRIT-ERM observationsfönster och lastförvaring | ESPRIT-ERM observationsfönster och lastförvaring | ESPRIT-ERM observationsfönster och lastförvaring | ESPRIT-ERM observationsfönster och lastförvaring | ESPRIT-ERM observationsfönster och lastförvaring | ESPRIT-ERM observationsfönster och lastförvaring |  |  | Last- dockningsport | Last- dockningsport | Last- dockningsport | Last- dockningsport | Last- dockningsport | Last- dockningsport |  |  |  |  |  |  |  |  |
|  |  |  |  | Dockningsport för HLS | Dockningsport för HLS | Dockningsport för HLS | Dockningsport för HLS | Dockningsport för HLS | Dockningsport för HLS |  |  | HALO logistik och boning         | HALO logistik och boning         | HALO logistik och boning         | HALO logistik och boning         | HALO logistik och boning         | HALO logistik och boning         |  |  | ESPRIT-ERM observationsfönster och lastförvaring | ESPRIT-ERM observationsfönster och lastförvaring | ESPRIT-ERM observationsfönster och lastförvaring | ESPRIT-ERM observationsfönster och lastförvaring | ESPRIT-ERM observationsfönster och lastförvaring | ESPRIT-ERM observationsfönster och lastförvaring |  |  | Last- dockningsport | Last- dockningsport | Last- dockningsport | Last- dockningsport | Last- dockningsport | Last- dockningsport |  |  |  |  |  |  |  |  |
|  |  |  |  |                       |                       |                       |                       |                       |                       |  |  |                                  |                                  |                                  |                                  |                                  |                                  |  |  | Bränsledepå                                      |                                                  |                                                  |                                                  |                                                  |                                                  |  |  |                     |                     |                     |                     |                     |                     |  |  |  |  |  |  |  |  |
|  |  |  |  |                       |                       |                       |                       |                       |                       |  |  |                                  |                                  |                                  |                                  |                                  |                                  |  |  |                                                  |                                                  |                                                  |                                                  |                                                  |                                                  |  |  |                     |                     |                     |                     |                     |                     |  |  |  |  |  |  |  |  |
|  |  |  |  | Värmeradiator         | Värmeradiator         | Värmeradiator         | Värmeradiator         | Värmeradiator         | Värmeradiator         |  |  |                                  |                                  |                                  |                                  |                                  |                                  |  |  | Värmeradiator                                    | Värmeradiator                                    | Värmeradiator                                    | Värmeradiator                                    | Värmeradiator                                    | Värmeradiator                                    |  |  |                     |                     |                     |                     |                     |                     |  |  |  |  |  |  |  |  |
|  |  |  |  | Värmeradiator         | Värmeradiator         | Värmeradiator         | Värmeradiator         | Värmeradiator         | Värmeradiator         |  |  |                                  |                                  |                                  |                                  |                                  |                                  |  |  | Värmeradiator                                    | Värmeradiator                                    | Värmeradiator                                    | Värmeradiator                                    | Värmeradiator                                    | Värmeradiator                                    |  |  |                     |                     |                     |                     |                     |                     |  |  |  |  |  |  |  |  |
|  |  |  |  |                       |                       |                       |                       |                       |                       |  |  |                                  |                                  |                                  |                                  |                                  |                                  |  |  |                                                  |                                                  |                                                  |                                                  |                                                  |                                                  |  |  |                     |                     |                     |                     |                     |                     |  |  |  |  |  |  |  |  |
|  |  |  |  | Docking port          | Docking port          | Docking port          | Docking port          | Docking port          | Docking port          |  |  | I-HAB logistik- och boningsmodul | I-HAB logistik- och boningsmodul | I-HAB logistik- och boningsmodul | I-HAB logistik- och boningsmodul | I-HAB logistik- och boningsmodul | I-HAB logistik- och boningsmodul |  |  | Docking port                                     | Docking port                                     | Docking port                                     | Docking port                                     | Docking port                                     | Docking port                                     |  |  |                     |                     |                     |                     |                     |                     |  |  |  |  |  |  |  |  |
|  |  |  |  | Docking port          | Docking port          | Docking port          | Docking port          | Docking port          | Docking port          |  |  | I-HAB logistik- och boningsmodul | I-HAB logistik- och boningsmodul | I-HAB logistik- och boningsmodul | I-HAB logistik- och boningsmodul | I-HAB logistik- och boningsmodul | I-HAB logistik- och boningsmodul |  |  | Docking port                                     | Docking port                                     | Docking port                                     | Docking port                                     | Docking port                                     | Docking port                                     |  |  |                     |                     |                     |                     |                     |                     |  |  |  |  |  |  |  |  |
|  |  |  |  |                       |                       |                       |                       |                       |                       |  |  |                                  |                                  |                                  |                                  |                                  |                                  |  |  |                                                  |                                                  |                                                  |                                                  |                                                  |                                                  |  |  |                     |                     |                     |                     |                     |                     |  |  |  |  |  |  |  |  |
|  |  |  |  |                       |                       |                       |                       |                       |                       |  |  | Orions dockningsport             |                                  |                                  |                                  |                                  |                                  |  |  |                                                  |                                                  |                                                  |                                                  |                                                  |                                                  |  |  |                     |                     |                     |                     |                     |                     |  |  |  |  |  |  |  |  |

### HALO
HALO, Habitation and Logistics Outpost, är tänkt som den centrala modulen i rymdstationen och innehåller den mesta kontrollutrustningen för stationen. Den ska kunna ta emot besökande farkoster, både Orion och transportfarkoster med förnödenheter. Det är även där HLS ska vara dockad, det är alltså från HALO som resor mellan Gateway och månens yta kommer att ske. Inuti modulen ska det dessutom finnas utrymme för astronauter att bo och forska. På utsidan kommer att finnas fästen för Canadarm-3, som ska hjälpa till att docka farkoster vid rymdstationen. Modulen ska ge möjlighet att lossa alla sorters last till stationen, vare sig det är last som ska in i stationen eller som ska hållas på utsidan.
2020 meddelades att Northrop Grumman blir ansvariga för att designa modulen. Batterier och värmesystem till modulen utvecklas av JAXA, medan ESA har ansvar för kommunikationsmöjligheter mellan stationen och månytan.

### PPE
PPE, Power and Propultion Element, ger stationen soldriven elframdrift som ska hjälpa stationen att hålla sin omloppsbana. Den ska även utrustas med stationens huvudsakliga solpaneler och kommunikationsantenner för kommunikation med jorden.
Den elektriska framdriften ombord stationen är ca 10 gånger mer bränsleeffektiv i förhållande till bränslets vikt jämfört med traditionell kemisk raketframdrift.
2019 meddelades att Maxar Technologies ska ansvara för att utveckla och bygga PPE.

### I-Hab
I-Hab, kort för International Habitation, utvecklas för att innehålla framförallt boyta för astronauter stationerade på Gateway. Varje besökare kommer att ha en personlig koj att sova i. Modulen kommer även ha utrymme för matlagning och förtäring, träningsredskap och medicinsk utrustning. ESA är huvudansvariga för modulen. De har utsett Thales Alenia Space som huvudsaklig leverantör av modulen. JAXA bidrar i utvecklingen genom att leverera batterier och värmekontrollsystem till I-Hab. På utsidan av modulen kommer det att finnas plats för experiment och fästpunkter för robotarmen Canadarm-3. Utsidan kommer även husera åtta radiatorpaneler om 32 m2 för att hjälpa till med kylningen av stationen.
I-Hab byggs i aluminium och kommer vid uppskjutning att väga ca 10 000 kg. En bidragande del till vikten är de skydd som måste finnas för att besättningen inte ska utsättas för onödig strålning. Modulen planeras att skjutas upp i samband med Artemis 4 tillsammans med en bemannad Orionkapsel med hjälp av SLS Block 1B.

### Esprit
Espritmodulen är uppdelad i två delar: kommunikationsdelen HLCS och tankstationen ERM. Samtliga delar av Esprit utvecklas av Thaler Alenia Space.

#### HLCS
HLCS, HALO-Lunar Communication System, blir länken mellan rymdstationen och månytan. Den ska ha två stycken parabolantenner med 125 cm radie som båda ska kunna upprätthålla kommunikationen med flera mål på månens yta. HLCS ska tillåta videoöverföring och röstkommunikation mellan Gateway och farkoster och baser på månens yta. Modulen kommer att väga ca 270 kg.

#### ERM
ERM, Esprit Refueling Module, ska ha fyra huvudfunktioner:
- Ta emot last till stationen
- Förvaringsutrymme
- Möjliggöra tankning och bränsleförvaring i anslutning till stationen
- Möjliggöra observation av månen och området runt stationen genom modulens fönster

Det kommer att finnas en trycksatt del av modulen, i vilken gods kan förvaras och rymdfarare kan vistas, och en del som inte är trycksatt. I den icke trycksatta delen förvaras batterier, datorer och bränsleöverföringsapparatur. Esprit kommer att hålla både kemiskt bränsle till månlandare och olika gästande farkoster, samt xenon till den elektriska framdriften ombord rymdstationen.
OHB utvecklar den icke trycksatta delen och tankningsmekanismen för xenon, medan Thales Alenia Space utvecklar övriga delar av modulen.

### Canadarm-3
Canadarm-3 är en utveckling från tidigare iterationer av Canadarm. Den första användes för att styra last och greppa satelliter i rymdfärjan, den andra upplagan används för att ta emot och docka autonoma lastfarkoster till ISS. Till skillnad från sina föregångare kommer Canadarm-3 att kunna byta placering och "promenera" runt utsidan av rymdstationen till den position där den för tillfället gör mest nytta. Lösningen kommer dels bestå av en större, 8,5 meter lång arm för större operationer och en mindre arm med större rörlighet för de operationer då precision är extra viktigt. Det kommer även att finnas en uppsättning verktyg som armarna kan använda. Canadarm-3 ska kunna arbeta autonomt och styrd av stations personal.